# Lucas Gatti
Lucas Cassius Gatti (Buenos Aires, 14 de febrero de 1978) es un exfutbolista y entrenador argentino. Es entrenador del equipo sub-23 del Bromley FC inglés desde 2022.
Como futbolista, se desempeñó como centrocampista comenzando su carrera en el Argentinos Juniors de su país, luego Escocia, Inglaterra y España. Es también hijo de Hugo Gatti, futbolista e internacional por Argentina.

## Trayectoria
Gatti comenzó su carrera en el Argentinos Juniors, donde se formó como jugador.
Aun como juvenil, en 1997 llegó a Boca Juniors donde estuvo dos años. Disputó un encuentro de Copa Mercosur en el primer equipo antes de regresar a Argentinos.
En 2000 fue fichado en San Lorenzo, sin embargo no debutó. Tras un paso por el Dundee FC escocés y el Bristol Rovers inglés, Gatti continuó su carrera en el ascenso español, hasta su retiro en 2005.
Años después de su retiro comenzó su carrera como entrenador.

## Clubes

### Como jugador
| Club                | País       | Año       |
| ------------------- | ---------- | --------- |
| Argentinos Juniors  | Argentina  | 1995-1997 |
| Boca Juniors        | Argentina  | 1997-1999 |
| Argentinos Juniors  | Argentina  | 1999-2000 |
| San Lorenzo         | Argentina  | 2000      |
| Dundee F. C.        | Escocia    | 2001      |
| Bristol Rovers      | Inglaterra | 2001-2002 |
| S. D. Ponferradina  | España     | 2002      |
| C. D. Badajoz       | España     | 2003-2004 |
| C. D. Don Benito    | España     | 2004      |
| Villanueva Promesas | España     | 2005      |